# Сусила (муниципалитет)
Сусила́ (исп. Sucilá) — муниципалитет в Мексике, штат Юкатан, с административным центром в одноимённом городе. Численность населения, по данным переписи 2010 года, составила 3930 человек.

## Общие сведения
Название Sucilá c майяйского языка можно перевести как: водяная трава сакате.
Площадь муниципалитета равна 307 км², что составляет 0,77 % от общей площади штата, а наивысшая точка — 26 метров над уровнем моря, расположена в поселении Цинуп.
Он граничит с другими муниципалитетами Юкатана: на севере с Панабой, на востоке с Тисимином, на юге с Эспитой, и на западе с Букцоцем.

## Учреждение и состав
Муниципалитет был образован в 1921 году, в его состав входит 42 населённых пункта, самый крупный из которых административный центр, а население других не превышает 10 человек:
| Код INEGI                  | Населённый пункт                                                              | Численность населения (2005 год) | Численность населения (2010 год) |
| -------------------------- | ----------------------------------------------------------------------------- | -------------------------------- | -------------------------------- |
| 070                        | Всего                                                                         | 3714                             | 3930                             |
| 0001                       | Сусила (исп. Sucilá) 21°09′16″ с. ш. 88°18′49″ з. д. (административный центр) | 3645                             | 3785                             |
| 0070                       | Сан-Димас (исп. San Dimas) 21°16′58″ с. ш. 88°22′24″ з. д.                    | н/д                              | 9                                |
| 0191                       | Сан-Херонимо (исп. San Gerónimo) 21°10′37″ с. ш. 88°19′51″ з. д.              | 8                                | 8                                |
| 0326                       | Санта-Рита (исп. Santa Rita) 21°13′32″ с. ш. 88°25′00″ з. д.                  | 4                                | 8                                |
| —                          | Прочие                                                                        | 57                               | 120                              |
| Названия на карте Генштаба |                                                                               |                                  |                                  |

## Экономика
По статистическим данным 2000 года, работоспособное население занято по секторам экономики в следующих пропорциях:
- сельское хозяйство и скотоводство — 49,9 %;
- производство и строительство — 16,5 %;
- торговля, сферы услуг и туризма — 33,5 %;
- безработные — 0,1 %.

## Инфраструктура
По статистическим данным 2010 года, инфраструктура развита следующим образом:
- протяжённость дорог: 109 км;
- электрификация: 95,4 %;
- водоснабжение: 97,1 %;
- водоотведение: 74,8 %.

## Достопримечательности
В муниципалитете можно посетить различные достопримечательности:
Архитектурные: церковь Апостола Сантьяго, построенная в XVII веке.
Природные: сеноты Цибьяк, К-Аш-Ек, Сан-Педро-Ийи, Сукиль-Ха.

## Фотографии

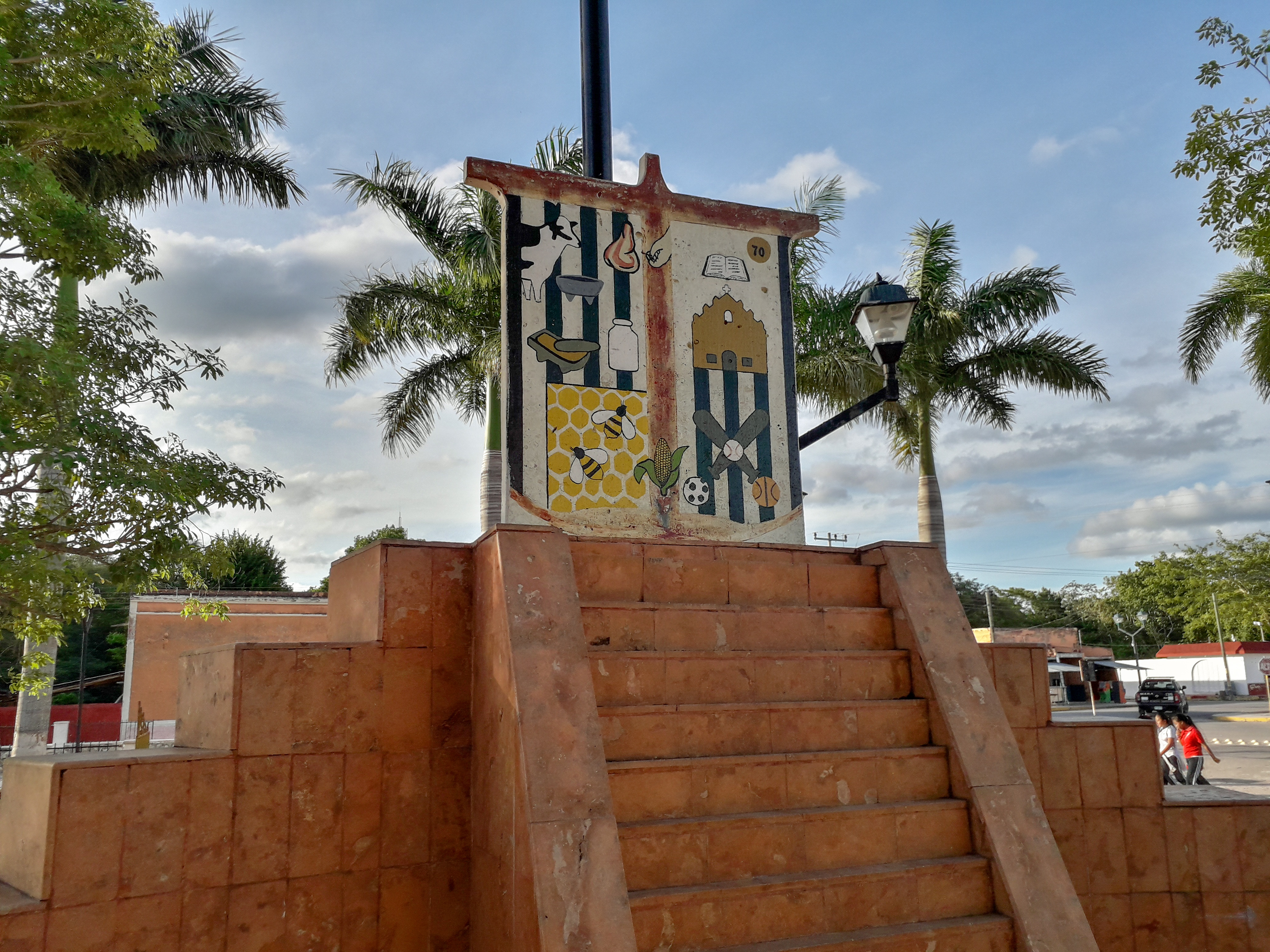
Постамент гербу
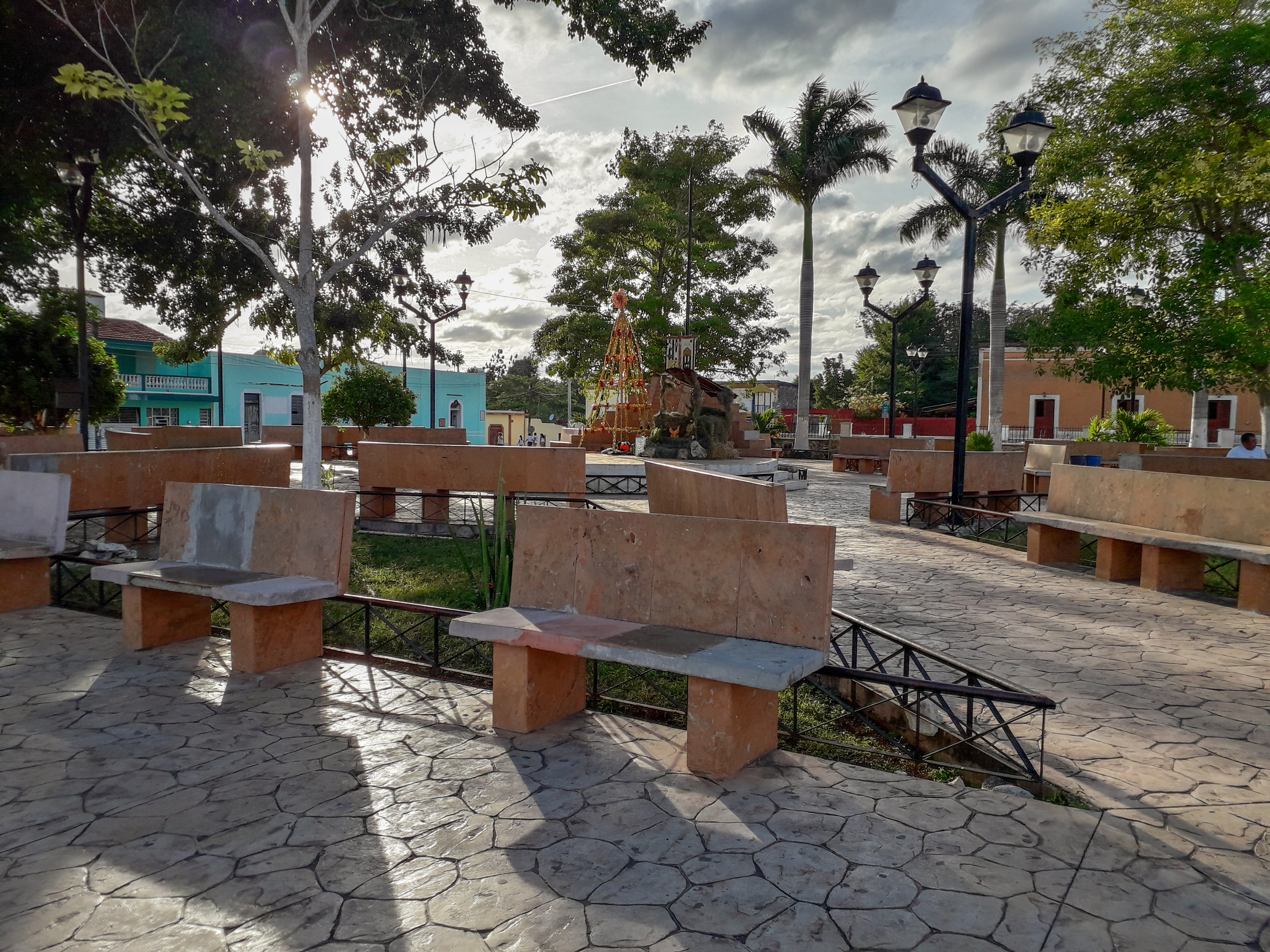
Центральный парк Сусилы